# Odontocricus hupferi
Odontocricus hupferi är en rundmaskart som först beskrevs av Steiner 1918.  Odontocricus hupferi ingår i släktet Odontocricus och familjen Chromadoridae. Inga underarter finns listade i Catalogue of Life.